# Mark Benecke

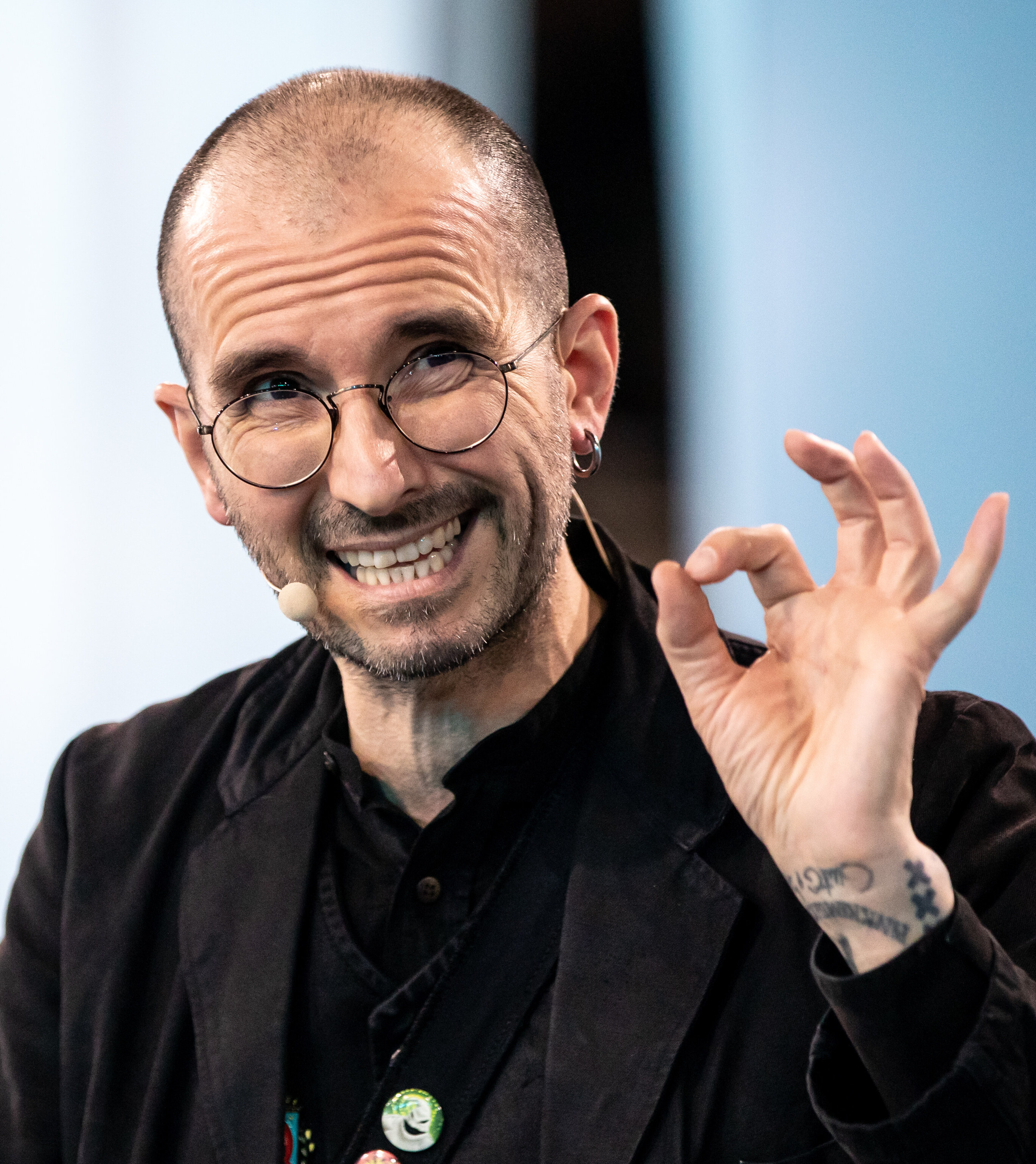
Mark Benecke (2022)

Mark Oliver Benecke [ˈbe:nɛkə] (* 26. August 1970 in Rosenheim) ist ein deutscher Kriminalbiologe, Spezialist für forensische Entomologie, Autor, Kolumnist, Politiker (Die PARTEI) und Schauspieler.

## Leben
Mark Benecke war nach dem Abitur am Humboldt-Gymnasium Köln an der Universität zu Köln für die Fächer Germanistik, Psychologie und Theaterwissenschaft eingeschrieben, beschränkte sich dann aber auf Biologie mit dem Nebenfach Psychologie. Er promovierte summa cum laude über genetische Fingerabdrücke. Im Bereich seines Nebenfachs Psychologie beschäftigte er sich mit Lernexperimenten an Tieren. Anschließend absolvierte er diverse polizeitechnische Ausbildungen innerhalb der Rechtsmedizin in den Vereinigten Staaten, unter anderem an der FBI-Akademie.

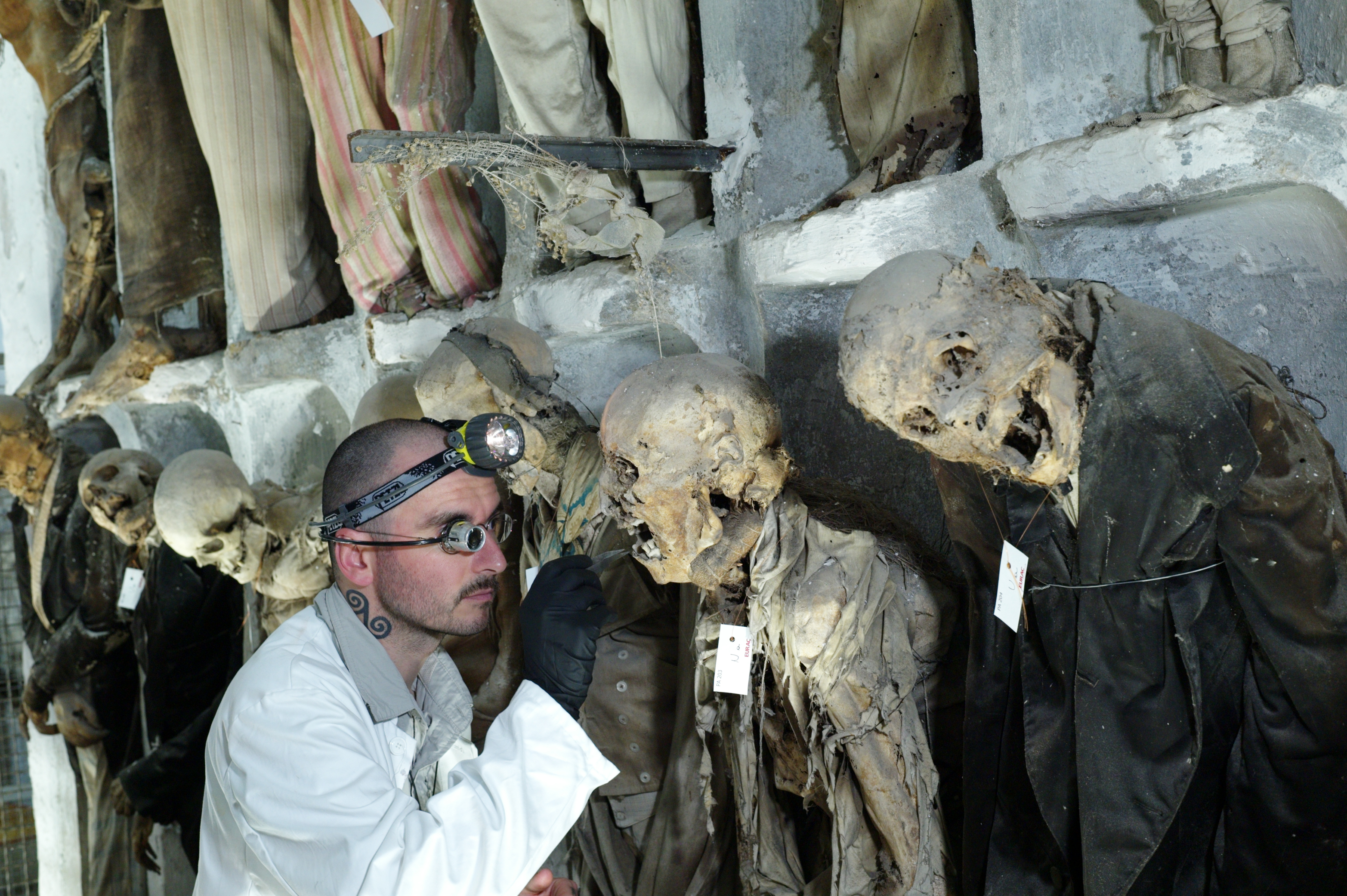
Benecke untersucht eine Mumie in der Kapuzinergruft in Palermo (2012)

Benecke wird als öffentlich bestellter und vereidigter Sachverständiger herangezogen, um biologische Spuren bei vermuteten Gewaltverbrechen mit Todesfolgen auszuwerten. Er ist Ausbilder an deutschen Polizeischulen sowie Gastdozent in den Vereinigten Staaten, Vietnam, Kolumbien und auf den Philippinen. Ende der 1990er-Jahre war Benecke als Kriminalbiologe im Office of Chief Medical Examiner (Institut für Rechtsmedizin) im New Yorker Stadtbezirk Manhattan angestellt.
Nach eigener Aussage versteht er weniger von Psychologie, ihn interessiert umso mehr die Biologie: „Zwar habe ich auch Psychologie im Nebenfach studiert, aber als herzenstief der Biologie verschriebener Student interessierte mich nicht so sehr die Software des Menschen als dessen harte Verdrahtung mit Nerven- und Sinneszellen. Den Beweggründen eines Serienmörders lässt sich so aber nicht auf die Spur kommen.“
Die Fernsehsender National Geographic Channel, History Channel und n-tv berichteten bereits ausführlich über einige seiner Fälle. Der breiteren Öffentlichkeit ist Benecke auch durch seine Gastkommentare in den Fernsehserien Medical Detectives (VOX, RTL Nitro) und Autopsie – Mysteriöse Todesfälle (RTL II) bekannt, welche die Aufklärung realer Kriminalfälle zeigen und die hierbei eingesetzten, meist wissenschaftlichen Methoden in den Mittelpunkt stellen. Er erklärt dort allgemeinverständlich wissenschaftliche Hintergründe.
Benecke veröffentlichte mehrere populärwissenschaftliche Bücher, unter anderem über Kriminalfälle, Kriminalbiologie und das Altern aus biomedizinischer Sicht. Darüber hinaus gab er unter anderem für Ravensburger und Oetinger Kinder-Experimentierkästen und -bücher heraus. Mehrere seiner Bücher erreichten in der Spiegel-Bestsellerliste hohe Platzierungen und wurden in viele Sprachen übersetzt. Seine damalige Ehefrau, die Kriminalpsychologin Lydia Benecke, ist Mitautorin von vier seiner Bücher.
Er ist außerdem Gastherausgeber für die Forensic Science International (Forensic Entomology Special Issue) und war Mitglied im Wissenschaftsrat der Gesellschaft zur wissenschaftlichen Untersuchung von Parawissenschaften. Er veröffentlichte Bücher und Artikel in den Zeitschriften Skeptical Inquirer und Kriminalistik zu ausgefallenen Themen wie Spontane Selbstentzündung, Blutwunder (zusammen mit dem ZDF), Vampir, magnetische Berge und anderes.
Für die Annals of Improbable Research, die jährlich an der Harvard-Universität die Ig-Nobelpreise verleihen, arbeitet Benecke im Wissenschaftlichen Beirat und als Mitherausgeber.
Seit 2011 ist Benecke Vorsitzender des Vereins ProTattoo (Information, Schulung und Öffentlichkeitsarbeit für und von Angehörige/n der Tätowierbranche).
Im Jahr 2019 wurde die Tierart Astrophiura markbeneckei – ein Schlangenstern aus der Tiefsee – nach ihm benannt. Im Jahr 2022 wurde die neu entdeckte Waffenfliegen-Art Ptecticus benecki aus Guano von Fledermäusen aus einer Höhle in Kolumbien ebenfalls nach Benecke benannt. Benecke selbst entdeckte die Trauermücken-Art Pseudolycoriella martita an einem verwesenden Schwein im Urwald in Florencia, benannt nach der Biologin Marta Wolff und beschrieben von Wolff, Kristina Baumjohann und Hans-Georg Rudzinski.
Benecke ist seit 2015 in zweiter Ehe verheiratet mit Ines Benecke geborene Fischer.

## Bekannte Fälle
- 1997/1998 hatte Benecke nach der Untersuchung von Maden die Leichenliegezeit der getöteten Frau des Pastors Klaus Geyer festgestellt. Geyer hatte für den so ermittelten Tatzeitpunkt kein Alibi und wurde schließlich wegen Totschlags verurteilt.
- Im Todesfall einer pflegebedürftigen Frau in Köln ermittelte Benecke anhand von gefundenen toten Stallfliegen (Muscina stabulans), dass die Frau durch ihre Pflegerin vernachlässigt worden war.[28]
- In Zusammenarbeit mit dem FSB (Inlandsgeheimdienst der Russischen Föderation) untersuchte Benecke Adolf Hitlers mutmaßliche Schädeldecke und sein Gebiss.[29]
- Er untersuchte zudem den Fall des kolumbianischen Serienmörders und Vergewaltigers Luis Garavito.[30]
- Die Mumien von Palermo untersuchte Benecke ausführlich in Zusammenarbeit mit Archäologen und dem Kapuziner-Orden.[31]
- Im März 2024 bestätigte er, dass Lampenschirme, die in der Gedenkstätte des KZ Buchenwald gezeigt worden waren, entgegen einem Gutachten von 1992 tatsächlich aus Menschenhaut gefertigt waren.[32]

## Medien

### Radio/Podcast

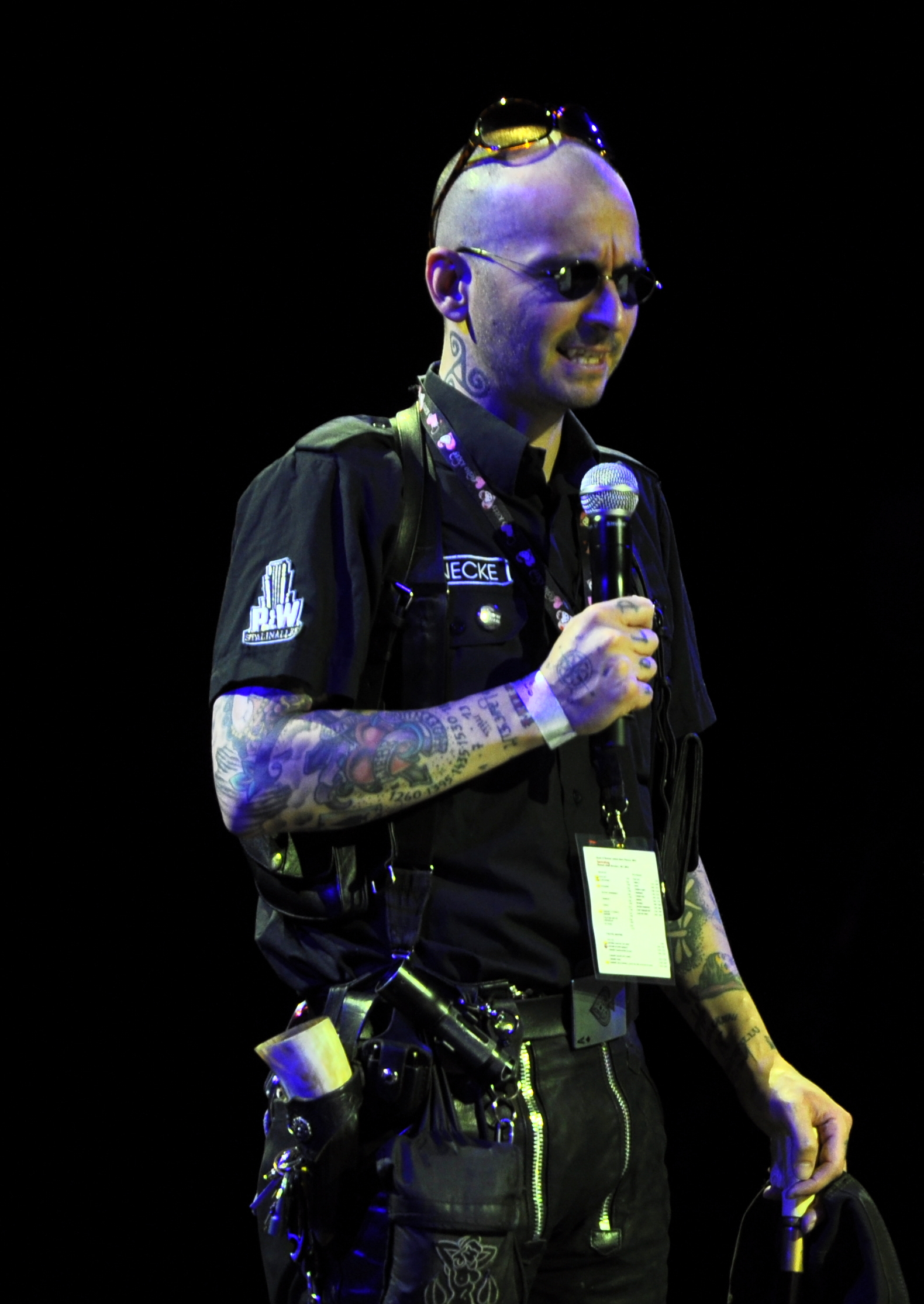
Mark Benecke als Moderator beim Amphi Festival 2013

Seit 1999 waren samstags Beiträge von Mark Benecke zu aktuellen wissenschaftlichen Themen auf dem öffentlich-rechtlichen Sender Radio Eins vom RBB im Rahmen der Wissenschaftssendung Die Profis zu hören. Seit dem 2. August 2006 wird das Interview auch als Podcast Der Benecke veröffentlicht. Am 5. Oktober 2024 erschien nach 25 Jahren die letzte Folge der Reihe.
2022 war er zusammen mit Romy Hausmann im zwölfteiligen Podcast Hausmann & Benecke zu hören. Hierbei kommentierte er mit seinem Fachwissen zum Thema Forensik Hausmanns Nacherzählungen diverser True-Crime-Fälle.

### Print
Von 2010 bis 2011 war Benecke Kolumnist auf der Meinungsseite der Frankfurter Rundschau und von 2001 bis 2011 hatte er eine monatliche Kolumne in der Fachzeitschrift Laborjournal. Von 2012 bis 2015 war er ständiger Kolumnist des TätowierMagazins, und berichtete danach unregelmäßig für die Zeitschrift. Im Jahr 2017 sammelte er im Auftrag und für die ständige Sammlung des Grassi-Völkerkunde-Museums in Leipzig Interviews mit tätowierten Menschen und führte in einer Video-Installation in die Tattoo- und Piercing-Ausstellung ein.
In Jacques Berndorfs Roman Eifelträume tritt Benecke als Spurenkundler auf.

### TV
Bis 2007 (und in regelmäßigen Wiederholungen bis heute) war und ist er als Rechtsmediziner in der Sendung Niedrig und Kuhnt – Kommissare ermitteln zu sehen. Auch in den Galileo-Mystery-Ausgaben über Jack the Ripper (2006), die Päpstin (2006), Piraten (2006), Die Kreuzigung Jesu (2007), Flüche (2007), Zombies und Wiedergänger (2007) und Vampire unter uns? (2011) hatte er Auftritte als Kriminalbiologe und Kriminalist. Zudem trat er in den Kriminalsendungen Autopsie – Mysteriöse Todesfälle und Akte Mord des Privatsenders RTL II sowie Medical Detectives des Partnersenders VOX auf. Im Jahr 2021 interviewte RTL Benecke zu möglichen Hinweisen, die sich aus kürzlich gefundene Knochen im Fall Engelbrecht, ergeben könnten.
Als Präsident der Transylvanian Society of Dracula war er 2009 Laudator der Corine-Preisverleihung für das Hörbuch Der verbotene Ort von Fred Vargas, in dem der sogenannte Vampir-Fall Plogojowitz zentrales Thema ist.
Benecke ist seit etwa 2000 häufig Gast in deutschsprachigen Talkshows, wo er zu kriminalistischen Themen Stellung nimmt. Auch in Kindersendungen wie 1, 2 oder 3 und dem Tigerenten Club ist er mehrfach aufgetreten.
Für den deutsch-französischen Sender Arte wirkte Benecke zusammen mit Michaela Schaffrath als Protagonist in Folge 34 von Durch die Nacht mit … mit.

### Hörspiel & Blu-ray
2017 sprach Benecke, in einem Cameoauftritt, sich selbst im Horror-Hörspiel Blood Red Sandman von Kim Jens Witzenleiter. Im Bonus-Material zur Bluray Er ist wieder da (2015) tritt er zusammen mit Christoph Maria Herbst in einer Talkshow auf. Auf der deutschen, restaurierten und ungeschnittenen Version der DVD und Bluray des Texas Chainsaw Massacre 2 (2018) spricht Mark Benecke den Audio-Kommentar.

### Kino
In der Kino-Dokumentation Rest in Peace (Kooperation mit Arte, 2010) ist das Team von Benecke im Einsatz in der Rechtsmedizin Bukarest zu sehen. Im Dokumentarfilm Finding Tom Bombadil (Kino-Premiere Ostern 2019) nimmt Benecke die Spur der Figur Tom Bombadil aus Der Herr der Ringe auf.
Im Februar 2020 hatte der von Benecke gedrehte Dokumentarfilm Schweinchen – ein Dekompositionsfilm Premiere (Regie: Jörg Buttgereit) im Babylon Berlin. Der Film zeigt den Ablauf der Zersetzung von fünf Tieren. Im Juli 2020 startete deutschlandweit der Kinofilm Leif in Concert, in dem Benecke sich selbst spielt. Im Film Sky Sharks (2020) ist er kurz als Flugbegleiter zu sehen. 2021 wirkte Benecke an der Schweizer Splatter-Komödie Mad Heidi als Co-Produzent mit.

## Musik und Theater

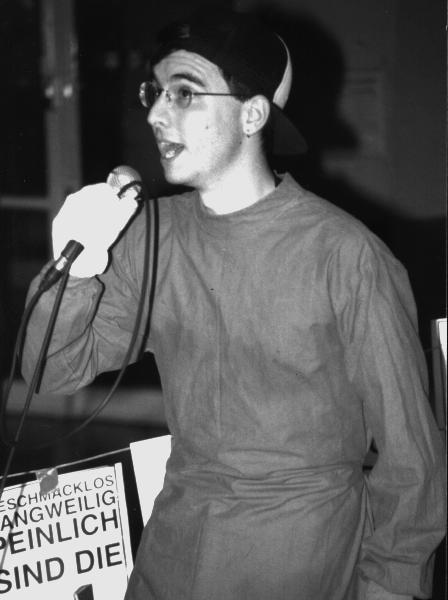
Mark Benecke 1993 als Belcanto Bene in der Band Die Blonden Burschen

1989 gründete er mit Klaus Fehling in Köln die Schlager-Punk-Band Die Blonden Burschen, der er bis 2000 unter dem Künstlernamen Belcanto Bene angehörte.
Ab dem Jahr 2000 trat Benecke in einem Theaterstück von Klaus Fehling und Posttheater Berlin/New York/Tokyo in dem Stück The Real Forensic in Berlin, Singapur und anderen Städten als der Schauspieler Murat Belcant auf, ohne dass das Rätsel um die Person des Darstellers gelüftet worden wäre.
2009 sprach Benecke echte, bizarr anmutende Baustellen-Unfälle für das Album Baustoff der Elektro-Band Patenbrigade:Wolff auf. Zu Halloween erschien im Jahr 2020 das Grusel-Hörspiel The Other und die Erben des Unterganges mit Benecke, Joachim Witt, Mille Petrozza, Wolfgang Hohlbein, Conny Dachs und anderen auf Kassette und CD. Ebenfalls zu Halloween 2020 erschien das Leonard-Cohen-Tributealbum We Want It Darker, wo Benecke mit Duettpartnerin Bianca Stücker und Remixen der Patenbrigade:Wolff und Oomph! zu hören ist.
Zum 19. Wave-Gotik-Treffen (WGT) im Mai 2010 wurde eine Coverversion von Nick Caves Where the Wild Roses Grow, ursprünglich vom Album Murder Ballads, von Benecke mit Sara Noxx veröffentlicht, die von bekannten Elektro-Bands wie Feindflug, Kontrast, The Eternal Afflict und weiteren remixed wurde. Die ebenfalls mit Sara Noxx aufgenommene Coverversion von Falcos Jeanny erreichte im April 2016 Platz 1 der Deutschen Alternativ-Charts.
Im Mai 2018 erschien zum 27. Wave-Gotik-Treffen eine CD von Benecke mit Bianca Stücker mit Cover-Versionen von Some Velvet Morning. Im November 2018 erschien auf der CD Invader von Noisuf-X ein Track (Sample) von Mark Benecke ('Killer'). Auf der CD Plänterwald der Band Kontrast (Sommer 2019) ist Benecke als Kriminalbiologe zu hören, ebenso auf Empty World von 'Menschdefekt' (2020).
Auf dem Amphi Festival und dem WGT tritt er regelmäßig als Redner und Moderator auf. Für die Bands Agonoize und Patenbrigade:Wolff ist er als „Betriebsarzt“ gelegentlich in Cameo-Auftritten auf der Bühne zu sehen. Das 20. bis 27. WGT eröffnete er als DJ zusammen mit DJ Elvis. Im Jahr 2022 erschien Benecke im Video und Song Magicicada der Band Massiv in Mensch.
Benecke ist als Cameo oder Hauptdarsteller in mehreren Musik-Videos zu sehen, darunter:
- Maggots von Hell-O-Matic[66]
- Seven Lives von In Strict Confidence[67]
- Starry Night von Violet Tribe (als Vampir)[68][69]
- Lachmann von Traumfresser (als Joker)[70]
- Die PARTEI ist da mit Serdar Somuncu & Nilo Destino[71]
- Jeanny, Wild Rose & Vampire mit Sara Noxx[72][73][74]
- Wir sind unsterblich als Cameo für Blutengel[75]
- Some Velvet Morning, Chelsea Hotel & Master Song mit Bianca Stücker, ersteres als Tribut an Nancy Sinatra und Lee Hazlewood, letztere als Tribute für Leonard Cohen[76][77][78]
- My Constellation als Kriminalbiologe / Kriminaltechniker für Lord of the Lost[79]
- Magicicada für Massiv in Mensch (Platz 3 der German Electronic Web Charts (GEWC))[80][81] zum Schlupf der Magicicada-Brood X im Jahr 2021
- Tod find'ich gut für Kontrast (Platz 6 der German Electronic Web Charts (GEWC))[82][83]
- Das letzte Hansa – Die lieben Löwen
- Gloomy Sunday[84], Some Velvet Morning (Single), sowie Alben: We Want It Darker (A Tribute To Leonard Cohen) & Songs Of Love And Sorrow, zusammen mit Bianca Stücker[85]

## Tierrechte und veganes Leben
Im Zuge seiner Arbeit mit Tintenfischen wurde Benecke Vegetarier und vertrat den Vegetarismus öffentlich. Mittlerweile lebt er vegan. Für die Tierrechtsorganisation PETA setzt er sich für den Schutz wirbelloser Meerestiere und gegen die Haltung von Zirkustieren ein. Der von PETA Zwei verwendete Slogan Tiere einfach mal in Ruhe lassen stammt von Benecke, der auch die wissenschaftlichen, deutschen Tierrechts-Konferenzen von PETA 2019 und 2021 moderierte.
Benecke ist Mitunterzeichner der São Paulo Declaration der Planetary Health Alliance.

## Politik

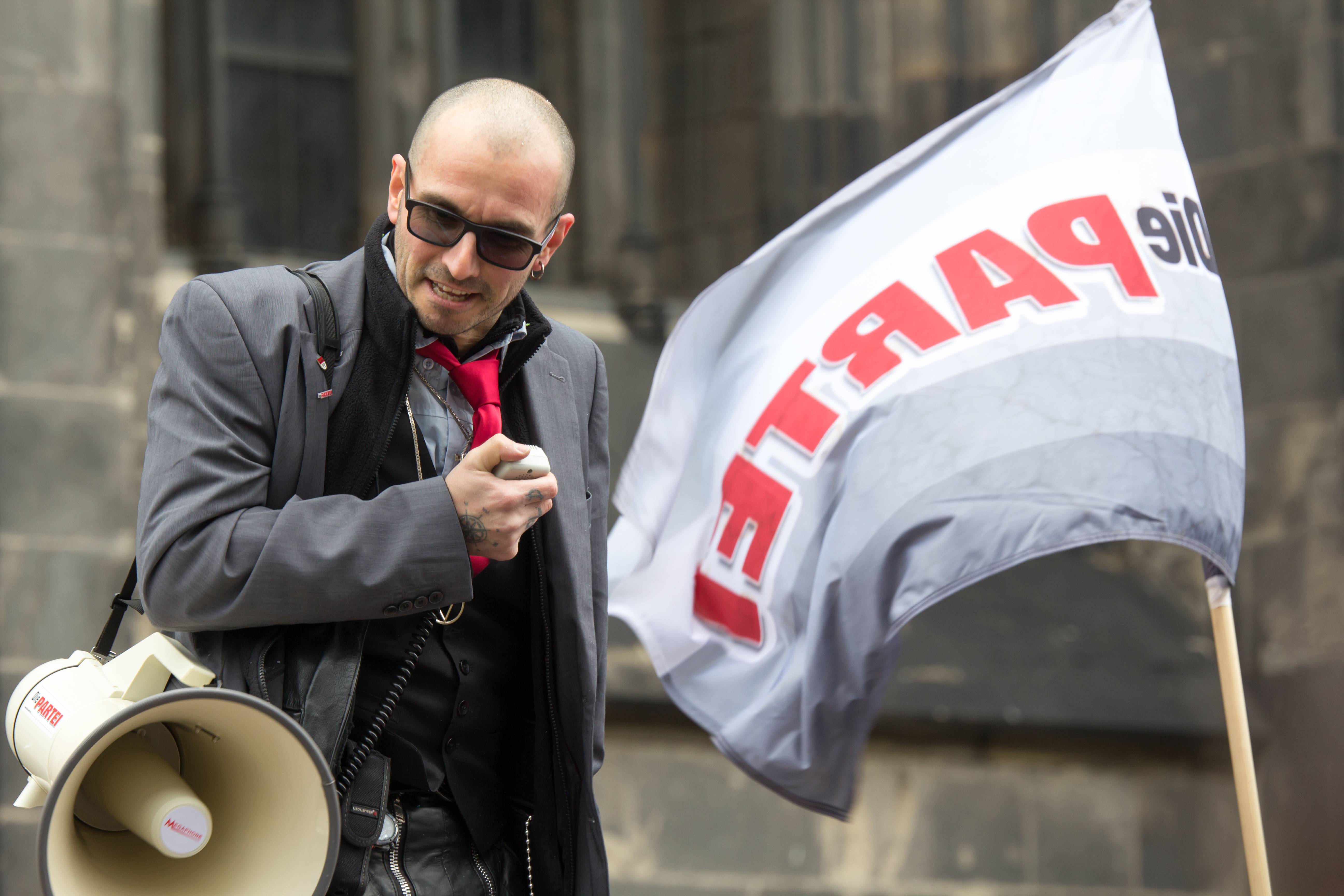
Benecke bei einer Wahlkampfveranstaltung in Köln, 2015

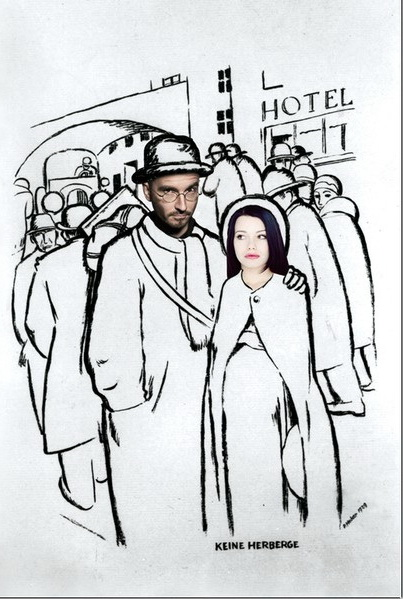
Zeichnung von Peter Hecker von 1929 in der Überarbeitung von Cornel Wachter: Weihnachten 2015 mit Mark Benecke als Josef und Cosma Shiva Hagen als Maria auf Herbergssuche

Benecke ist Vorsitzender des Landesverbandes Nordrhein-Westfalen der Partei Die PARTEI. Im Landtagswahlkampf 2010 in NRW trat er als Spitzenkandidat für das Amt des Ministerpräsidenten an. Auch bei der vorgezogenen Landtagswahl 2012 trat Benecke wieder auf Listenplatz 1 der Landesliste NRW an; bei der Bundestagswahl 2013 trat er erneut als Spitzenkandidat (für NRW) an.
Bei der Oberbürgermeisterwahl in Köln am 18. Oktober 2015 trat Benecke gegen Henriette Reker an und erreichte den dritten Platz. Bei der Landtagswahl NRW im Mai 2017 erzielte Benecke als Spitzenkandidat seiner Partei im Wahlbezirk Köln-Innenstadt mit 3,6 % die höchste Stimmenzahl kleinerer Parteien.
Bei der Europawahl 2019 trat Benecke auf Listenplatz 25 an. Für die Europawahl 2024 war er auf den Listenplatz 7.
Zur Bundestagswahl 2021 kandidierte Benecke sowohl als Direktkandidat für den Kreis Heinsberg als auch als Spitzenkandidat für die Landesliste.
Benecke ist Sprecher beim LEAP (Law Enforcement Against Prohibition) Deutschland e. V., welcher sich für die Legalisierung von Drogen einsetzt, sowie Anhänger des Dudeismus.

## Verschiedenes
Benecke ist seit 1995 Mitglied der Deutschen Zoologischen Gesellschaft und begrüßte deren als Jenaer Erklärung veröffentlichten Beschluss, nach der das Konzept der Menschenrassen „Ergebnis von Rassismus und nicht dessen Voraussetzung“ sei, und forderte im Zuge dessen eine Anpassung von Artikel 3 des Grundgesetzes. Er hatte sich bereits zuvor gegen eine weitere Verwendung des Rassebegriffs ausgesprochen.
Darüber hinaus beschäftigt er sich mit dem Donaldismus und veröffentlichte neue Erkenntnisse sowie Interviews mit Donaldisten und Künstlern auf seiner Homepage, in der Fachzeitschrift Der Donaldist und in Podcasts. Den Relaunch der U-Comix hat er umfangreich begleitet.
Benecke beschäftigt sich wissenschaftlich-kritisch mit Phänomenen der Parawissenschaften wie magnetischen Bergen, spontaner Selbstentzündung von Menschen (SHC) und Blutwundern. Er unterstützte bis zu seinem Austritt im Jahr 2018 regelmäßig den Skeptikerverein GWUP und war bis 2015 Mitglied des GWUP-Wissenschaftsrates. Im Februar 2011 unterstützte er die Aktion 10:23 in Köln. Mit dem Psychologen Eberhard Bauer vom IGPP diskutierte Benecke parapsychologische Aspekte der Forschung.
Mark Benecke setzt sich für die Belange von Menschen mit Autismus ein und gibt diesbezüglich Interviews und Vorträge.

## Auszeichnungen
- Ernennung als eines der jüngsten Mitglieder der Linnean Society of London
- Ehrenkriminalmarke & Silberne Ehrennadel des Bundes Deutscher Kriminalbeamter (2003)[111]
- International Representative für die North American Forensic Entomology Association (NAFEA; bis 2013)[112]
- Ehrenträger des Sternburg („Sterni“)-Kastens[113][114]
- Alexander-von-Humboldt-Gedächtnispreis 2013/2014 der Senckenberg-Gesellschaft (als Co-Autor von Achim Reisdorf)[115][116][117]
- Ehrenmitglied der Gewerkschaft der Polizei Thüringen[118]
- Ehrenmitglied des Institut für deutsche Tätowier-Geschichte (IDTG)[119]

## Bücher und Experimentierkästen

### Zoologie
- Mark Benecke (Hrsg.) Stephan Schorn & Monika Schorn: Blutsauger als Heimtier und Heilmittel. Die Medizinischen Blutegel Hirudo medicinalis, H. verbana und ihre Verwandten. Eygennutz Verlag, Hamm 2020, ISBN 978-3-946643-09-8.
- Mark Benecke & Kat Menschik: Kat Menschiks und des Diplom-Biologen Doctor Rerum Medicinalium Mark Beneckes Illustrirtes Thierleben. Von feenhaften Glühwürmchen, schuldigen Hunden, betrunkenen Rentieren und verspielten Oktopussen. Illustrierte Lieblingsbücher, Band 9, Galiani, Berlin 2020, ISBN 978-3-86971-201-7.

### Altern
- Der Traum vom ewigen Leben. Kindler Verlag, München 1998, ISBN 3-463-40338-2.
- Memento Mori. Edition Roter Drache, Rudolstadt 2012, ISBN 978-3-939459-39-2.

### Kriminalbiologie und Kriminalfälle
- Kriminalbiologie. Genetische Fingerabdrücke und Insekten auf Leichen. Lübbe, Bergisch Gladbach 2001, ISBN 3-404-93025-8.
- Mordmethoden. Ermittlungen des bekanntesten Kriminalbiologen der Welt. Lübbe, Bergisch Gladbach 2002, ISBN 3-7857-2099-8.
- Dem Täter auf der Spur. So arbeitet die moderne Kriminalbiologie. Lübbe, Bergisch Gladbach 2006, ISBN 3-404-60562-4.
- Mordspuren. Neue spektakuläre Kriminalfälle – erzählt vom bekanntesten Kriminalbiologen der Welt. Lübbe, Bergisch Gladbach 2007, ISBN 978-3-7857-2307-4 (Spiegel-Bestseller-Liste Platz 29).[120]
- Aus der Dunkelkammer des Bösen. Neue Berichte vom bekanntesten Kriminalbiologen der Welt. (mit Lydia Benecke), Lübbe, Köln 2011, ISBN 978-3-7857-6046-8 (Spiegel-Bestseller-Liste: Dez. 2011: Platz 20, Jan. 2012: Platz 9).[121]
- Die Mumien in Palermo. Lübbe, Köln 2016, ISBN 978-3-7857-2572-6 (Spiegel-Bestseller-Liste: Woche 46/2016–Woche 5/2017).[122]

### Seuchen, schräge Wissenschaft, Subkulturen
- Lachende Wissenschaft. Aus den Geheimarchiven des Spaß-Nobelpreises. Lübbe, Bergisch Gladbach 2005, ISBN 3-404-60556-X.
- Vampires among us. Sequenz Medien Produktion, Fuchstal-Welden 2006, ISBN 3-935977-75-1.
  - Vampire unter uns! Teil 1: Rh. pos. 3. Auflage (mit Lydia Benecke, Kathrin Sonntag, Nastassia Palanetskaya), Edition Roter Drache, Rudolstadt 2009, ISBN 978-3-939459-24-8.
  - Vampire unter uns! Teil 2: Rh. neg. (mit Lydia Benecke), Edition Roter Drache, Rudolstadt 2010, ISBN 978-3-939459-42-2.
  - Vampire unter uns! Teil 3. (mit Ines Fischer), Edition Roter Drache, Rudolstadt 2014, ISBN 978-3-939459-86-6.
- Warum man Spaghetti nicht durch zwei teilen kann. Lübbe, Bergisch Gladbach 2009, ISBN 3-7857-2368-7 (Spiegel-Bestseller-Liste: Platz 12[123])
  - Warum Tätowierte mehr Sex haben. Lübbe, Köln 2010, ISBN 978-3-404-60647-4 (Taschenbuchausgabe).
  - Warum Nacktbilder zu Gedächtnislücken führen: Die verrücktesten Erkenntnisse vom Spaß-Nobelpreis. Lübbe, Köln 2023, ISBN 978-3-404-61747-0
- Viren für Anfänger. Die wichtigsten Fragen und Antworten zu Corona. Lübbe, Köln 2020, ISBN 978-3-7517-0224-9.
- Berlin mit Risiken und Nebenwirkungen. Das Neue Berlin, Berlin 2017, ISBN 978-3-360-01319-4.

### Bücher und Experimentierkästen für Kinder und Jugendliche
- Wo bleibt die Maus? Buchvolk-Verlag, Zwickau 2016, ISBN 978-3-944581-12-5.
- Spurensicherung am Tatort. ScienceX, Ravensburger, 2010.
- Das knallt dem Frosch die Locken weg! Experimente für große und kleine Kinder. Oetinger, Hamburg 2012, ISBN 978-3-7891-8437-6.

### Biografisch
- Das Benecke-Universum. Militzke, Leipzig 2011, ISBN 978-3-86189-845-0.
- Mark Benecke ermittelt. Leben und Fälle des Rechtsmediziners Otto Prokop. 1. Neuauflage, Buchvolk-Verlag, Zwickau 2017, ISBN 978-3-944581-13-2.
- Mein Leben nach dem Tod. Wie alles anfing. Lübbe, Köln 2019, ISBN 978-3-431-04133-0 (Spiegel-Bestsellerliste, Platz 4 (Okt. 2019)),[124] 8. Aufl. Jan. 2020

### Kriminalromane
- Viral. Blutrausch. Benevento, Elsbethen 2022, ISBN 978-3-7109-0140-9
- Kannibal. Jagdrausch. Benevento, Elsbethen 2023, ISBN 978-3-7109-0157-7

## Film, Funk & Fernsehen (Auswahl)
- 1999–2024: Radioeins-Sendung „Die Profis“ (jeden Samstag Morgen, durchgehend ohne Pausen)
- 2001: Der Madendoktor (Regie: Sandra Hacker; Kölner Medienpreis 2004)[125]
- 2002: National Geographic TV: Dracula Unearthed[126]
- 2002: National Geographic TV: Adolf Hitler's Skull & Teeth (Finding Hitler's Skull)[127]
- 2004: Die Kurt Krömer Show (Staffel 1, Folge 3)
- 2004: True Horror with Anthony Head (Episode: Vampires)
- 2004: Leute am Donnerstag: „Der Tod ist mit uns – Faszination Krimi“
- 2005: Nachtcafé, Sendung vom 1. April
- 2005: Is it real (Episode: Spontaneous Human Combustion)
- 2005: Rent a Pocher
- 2005: TV total (Show vom 14. April & vom 8. November)
- 2006: 3nach9 (Sendung vom 6. Januar)
- 2006: Nachtstudio (Episode: Ein Tropfen genügt – Die Prophezeiungen des Blutes)
- 2007: Durch die Nacht mit … (Episode: Mark Benecke & Michaela Schaffrath)[128]
- 2007: TV total (Show vom 3. September)
- 2007: Galileo Mystery (Episode: Gibt es Zombies wirklich?)
- 2008: History Channel: Crucifixion (Kreuzigungen)[129]
- 2009: Clever! – Die Show, die Wissen schafft (Episode: Die unheimliche Macht des Feuers)
- 2009: TV total (Show vom 10. September)
- 2009: Crime Scene Insects
- 2009: True Horror (Episode: Dracula: True Horror / Werewolf)
- 2010: Die Oliver Pocher Show
- 2012: Roche & Böhmermann
- 2012: Tigerentenclub[130]
- 2013: Autopsie – Mysteriöse Todesfälle (Episode: Das Lied vom Tod)
- 2013: Terra X – Expedition ins Unbekannte (Episode: Dracula – Die wahre Geschichte der Vampire)
- 2013: Planet Wissen[131]
- 2013: Inka![132]
- 2015: Neo Magazin (Episode: Oase der Ekstase)
- 2017: Inas Nacht[133]
- 2019: Die Pierre M. Krause Show (7. Mai 2019)[134]
- 2019/2020: Leif in concert[135]
- 2020: Late Night Berlin[136]
- 2020: Kölner Treff (WDR)[137]
- 2020: Die Versicherungsdetektive – Der Wahrheit auf der Spur (RTL)[138]
- 2020: DAS!: Viren- und Thierbuch (NDR)[139]
- 2021: Wer weiß denn sowas? (ARD)[140]
- 2022: Kurzstrecke mit Pierre M. Krause (SWR Fernsehen) (Staffel 3; Folge 9)
- 2023: STUDIO3 (rbb)[141]